# 大尾長吻鰩
大尾長吻鰩（学名：Dipturus macrocauda），又名大尾老板鯆、大尾鰩、魴仔，为軟骨魚綱鰩目鰩科長吻鰩屬下的一个种。分布于日本南部海域以及东海等海域，深度300至400公尺，本魚體盤呈菱形，吻尖且長，上部為咖啡色，腹鰭前瓣呈深咖啡色，吻呈白色，腹面白色，感覺孔為黑色，體長可達120公分，棲息在沙泥底質海域，為深海底棲性魚類，肉食性，卵生，生活習性不明。该物种的模式产地在日本爱知。

## 扩展阅读
- 維基物種上的相關：大尾老板鯆